# Franz Josef Kurmann
Franz Josef Kurmann (* 18. Juli 1917 in Alberswil; † 18. Oktober 1988 in Willisau Land; heimatberechtigt in Alberswil) war ein Schweizer Politiker (Konservativ-Christlichsoziale Volkspartei).

## Biografie
Kurmann besuchte das Gymnasium der Stiftsschule Einsiedeln. An den Universitäten Freiburg, Lausanne und Genf studierte er Recht und Nationalökonomie; 1943 doktorierte er. Ab 1945 war er als selbstständiger Rechtsanwalt tätig. Von 1947 bis 1952 amtete er als Geschäftsführer der Luzerner Bauernhilfskasse und von 1952 bis 1977 als Redaktor beim Willisauer Boten. Ab 1940 Mitglied des Schweiz. Studentenvereins, 1973–87 Präs. des Schweiz. Kath. Pressevereins, mehrere Verwaltungsratsmandate.
Von 1956 bis 1964 war Kurmann Präsident der konservativen Partei des Kantons Luzern, von 1960 bis 1968 Mitglied des leitenden Ausschusses und Vizepräsident der Konservativ-Christlichsozialen Volkspartei der Schweiz und ab 1968 bis 1973 amtete er als Präsident der Konservativ-Christlichsozialen Volkspartei der Schweiz, der heutigen CVP. Von 1955 bis 1959 war er Mitglied des Luzerner Grossen Rats und von 1955 bis 1971 sass er im Nationalrat, welcher er 1965 präsidierte.
Kurmann war ein ausgezeichneter Kenner der Agrarpolitik und spezialisierte sich zudem auf die Aussenhandelspolitik und die Strassenbaufinanzierung. Seine herausragende politische Leistung war die CVP-Parteireform von 1970/1971. Unter der Führung von Kurmann vollzog die Partei eine Öffnung und nannte sich neu christlichdemokratisch statt konservativ.